# Graptodytes delectus
Graptodytes delectus is een keversoort uit de familie waterroofkevers (Dytiscidae). De wetenschappelijke naam van de soort is voor het eerst geldig gepubliceerd in 1864 door Wollaston.